# Baron Talbot of Malahide
Baron Talbot of Malahide (auch de Malahide) ist ein erblicher britischer Adelstitel, der je einmal in der Peerage of Ireland und in der Peerage of the United Kingdom verliehen wurde.
Familiensitz der Barone war bis 1976 Malahide Castle in Malahide im heutigen County Fingal.

## Verleihung
Der Titel wurde erstmals am 26. Mai 1831 an Margaret Talbot, geborene O’Reilly, verliehen. Sie war die Witwe des Richard Talbot (1736–1788). Ihr Sohn, der 2. Baron, wurde am 8. Mai 1839 in der Peerage of the United Kingdom auch zum Baron Furnival, of Malahide in the County of Dublin, erhoben. Da dieser keine Söhne hatte, erlosch dieser Titel bereits bei seinem Tod am 29. Oktober 1849, die Baronie Talbot of Malahide erbte sein Bruder als 3. Baron.
Dessen Sohn, dem 4. Baron, wurde am 19. November 1856 in zweiter Verleihung der Titel Baron Talbot de Malahide, of Malahide in the County of Dublin, verliehen, diesmal in der Peerage of the United Kingdom. Beim kinderlosen Tod seines Enkels, des 7. und 4. Barons, am 14. April 1973 erlosch dieser Titel wieder, während die Baronie von 1831 an dessen Neffen dritten Grades als 8. Baron.
Heutiger Titelinhaber ist seit 2016 dessen Großneffe zweiten Grades Richard Arundell als 11. Baron.

## Liste der Barone Talbot of Malahide (1831)
- Margaret Talbot, 1. Baroness Talbot of Malahide († 1834)
- Richard Talbot, 2. Baron Talbot of Malahide, 1. Baron Furnival (1766–1849)
- James Talbot, 3. Baron Talbot of Malahide (1767–1850)
- James Talbot, 4. Baron Talbot of Malahide, 1. Baron Talbot de Malahide (1805–1883)
- Richard Talbot, 5. Baron Talbot of Malahide, 2. Baron Talbot de Malahide (1846–1921)
- James Talbot, 6. Baron Talbot of Malahide, 3. Baron Talbot de Malahide (1874–1948)
- Milo Talbot, 7. Baron Talbot of Malahide, 4. Baron Talbot de Malahide (1912–1973)
- Reginald Talbot, 8. Baron Talbot of Malahide (1897–1975)
- Joseph Talbot, 9. Baron Talbot of Malahide (1899–1987)
- John Arundell, 10. Baron Talbot of Malahide (1931–2016)
- Richard Arundell, 11. Baron Talbot of Malahide (* 1957)

Titelerbe (Heir apparent) ist der Sohn des aktuellen Titelinhabers, Hon. John Arundell (* 1998).